# مونجیاردینو لیگوره
مونجیاردینو لیگوره (به ایتالیایی: Mongiardino Ligure) یک کومونه در ایتالیا است که در استان آلساندریا واقع شده‌است. مونجیاردینو لیگوره ۲۹٫۱۴ کیلومترمربع مساحت و ۱۸۲ نفر جمعیت دارد و ۶۰۰ متر بالاتر از سطح دریا واقع شده.